# Bahia Quesnot
Bahia Quesnot, född 27 mars 2011, är en fransk travare. Hon tränas och körs av Junior Guelpa i Frankrike.
Bahia Quesnot började tävla i december 2013. Hon har till juli 2019 sprungit in 7,2 miljoner kronor på 81 starter, varav 8 segrar, 13 andraplatser och 4 tredjeplatser. Hon har tagit karriärens hittills största segrar i Grand National du Trot (2016), Algot Scotts Minne (2019), UET Trotting Masters (2019), Gran Premio Royal Mares (2020) och Prix de Cornulier (2021). Hon har även kommit på tredjeplats i Grand Critérium de Vitesse (2019), Olympiatravet (2019), Prix de Bretagne (2020) och Copenhagen Cup (2021).

## Sverigebesök
Bahia Quesnot blev efter sina insatser i Prix d'Amérique och Grand Critérium de Vitesse inbjuden att delta i Olympiatravet på Åbytravet. Loppet gick av stapeln den 27 april 2019 och hon slutade på tredjeplats.
Den 11 maj 2019 blev Bahia Quesnot den tionde hästen att bjudas in till 2019 års upplaga av Elitloppet, efter att hon segrat i Algot Scotts Minne. Elitloppet kördes den 26 maj 2019 på Solvalla. Hon startade i det andra försöket som vanns av Aubrion du Gers före Propulsion. Bahia Quesnot blev oplacerad och kvalificerade sig därmed inte för final.
Under sommaren 2019 startade hon även i Hugo Åbergs Memorial på Jägersro, där hon blev oplacerad.
Den 23 maj 2021 blev hon den sista hästen att bjudas in 2021 års upplaga av Elitloppet på Solvalla. Hon bjöds in bara några timmar innan den direktsända spårlottningen.